# Sandra Kociniewski
Sandra Kociniewski (ur. 22 maja 1975 w Paryżu) – francuska siatkarka pochodzenia polskiego. Obecnie broni barw klubu Saint-Raphaël. Wychowanka klubu ASPTT Paryż.
W 1996 została powołana do kadry narodowej. Ma na swoim koncie 100 występów.

## Kluby
| Klub           | Kraj    | Od        | Do        |
| CSM Clamart    | Francja | 1992–1993 | 1993–1994 |
| RC Villebon 91 | Francja | 1994–1995 | 2003–2004 |
| Stade Français | Francja | 2004–2005 | 2006–2007 |
| Saint-Raphaël  | Francja | 2007–2008 | ...       |

## Osiągnięcia
- Mistrzostwo Francji 2001, 2002, 2003